# Selección de fútbol de Gagaúzia
La selección de fútbol de Gagaúzia es el equipo representativo del fútbol nacional de esta región, la cual no es reconocida internacionalmente. Representa a Gagaúzia, una región Autónoma de Moldavia.  
Gagaúzia no es un miembro de la FIFA ni de la UEFA, y  participó en la primera Copa ELF del año 2006 en la República Turca del Norte de Chipre, pero terminó en último lugar de los cuatro equipos en su primer grupo y fue eliminada con sólo un punto.

## Resultados
La selección de fútbol de Gagaúzia disputó su primer partido contra la selección de fútbol de Groenlandia en el año 2006, durante la celebración de la Copa ELF en la República Turca del Norte de Chipre, siendo derrotada por 0:2, el 19 de noviembre de 2006, en uno de sus escasos partidos oficiales.

## Jugadores
Ésta es la lista de jugadores que jugaron en la Copa ELF del año 2006  
- Anatoli Arabadji
- Vitali Bragutav
- Emil Gulu
- Serghei Iabanji
- Piotr Marcov
- Serghei Peretruhim
- Vladislav Songroy
- Lura Bodiu
- Leonid Copusciu
- Serghei Deliperi
- Fiodor Manolov
- Maxsim Trandafil
- Ivan Caraciot
- Denis Ceavdari
- Vasili Garizan
- Feodor Trandafil

## Partidos disputados
| Fecha                   | Competición | Lugar            | Local    | Visitante   | Resultado |
| ----------------------- | ----------- | ---------------- | -------- | ----------- | --------- |
| 19 de noviembre de 2006 | Copa ELF    | Chipre del Norte | Gagaúzia | Groenlandia | 0 - 2     |
| 20 de noviembre de 2006 | Copa ELF    | Chipre del Norte | Gagaúzia | Kirguistán  | 1 - 6     |
| 21 de noviembre de 2006 | Copa ELF    | Chipre del Norte | Gagaúzia | Zanzíbar    | 1 - 1     |

## Desempeño en competiciones
| Año      | Posición | PJ       | PG       | PE       | PP       | GF       | GC       |
| Copa ELF | Copa ELF | Copa ELF | Copa ELF | Copa ELF | Copa ELF | Copa ELF | Copa ELF |
| -------- | -------- | -------- | -------- | -------- | -------- | -------- | -------- |
| 2006     | 7º       | 3        | 0        | 1        | 2        | 2        | 9        |